# Фрегати типу «Бранденбург»
Фрегати типу F123 (Бранденбург, нім. Brandenburg Klasse — на честь головного корабля проєкту) — тип військових кораблів німецьких ВМС, представлений чотирма фрегатами. Бранденбург введений в експлуатацію 14 жовтня 1994 року. За ним пішли Шлезвіг-Гольштейн (введений в експлуатацію 24 листопада 1995 року), Баварія (введений в експлуатацію 15 червня 1996 року) і Мекленбург-Передня Померанія (введений в експлуатацію 6 грудня 1996 року). Кораблі типу «Бранденбург» замінили міноносці типу 101/101A у співвідношенні 1:1.
До 2014 року основним призначенням фрегатів цього типу була боротьба з підводними човнами та надводними цілями. Кораблі мали обмежені можливості для протиповітряної оборони завдяки ракетам RIM-7 NSSM, з 2014 року кораблі стали отримувати зенітні ракети RIM-162 ESSM.

## Назва
Назву «Бранденбург» раніше носив лінкор Імператорських військово-морських сил Німеччини, головний корабель однойменного типу пре-дредноутів.
Назви «Баварія» та «Шлезвіг-Гольштейн» були успадковані від есмінців типу 101/101A.
Окрім фрегатів «Бранденбург» (F123) у складі сучасного німецького військово-морського флоту перебувають фрегати типу «Заксен» (F124) і «Баден-Вюртемберг» (F125).

## Розробка
Фрегати F123 були заплановані в 1980-х роках як заміна застарілим есмінцям типу 101A (тип «Гамбург»).
На основі досвіду експлуатації фрегатів типу «Бремен» та незавершеного проєкту NFR-90, Blohm + Voss розпочали розробку нового фрегату, який також враховував переваги модульної системи MEKO. У 1989 році було схвалено будівництво чотирьох кораблів за цим проєктом.
Перший корабель, Бранденбург, був закладений Blohm + Voss у Гамбурзі в 1992 році, спущений на воду того ж року і надійшов на озброєння ВМС Німеччини в 1994 році. Того ж року Шлезвіг-Гольштейн, побудований Howaldtswerke в Кілі, був зданий в експлуатацію. За цим у 1996 році послідували Баварія , побудований Nordseewerke в Емдені, і Мекленбург-Передня Померанія, побудований верф'ю Bremer Vulkan.
Від 2010 року для фрегатів проєкту F123 була передбачена комплексна програма модернізації «коригування можливостей F123» (нім. Fähigkeitsanpassung, FüWES або FAF). Серед іншого, ракети класу «поверхня-повітря» Sea Sparrow мали бути замінені на нові ракети ESSM з 2014 року.
Іншим запланованим заходом було збільшення довжини F123 для покращення стабільності на морі. Однак цей захід було скасовано через економічні причини. Натомість, для покращення остійності корабля внесено зміни до його конструкції. Також було заплановано замінити аналогові системи управління на цифрові. 20-мм легкі гармати Rh 202 були замінені на дві 27-мм морські легкі гармати. «SABRINA 21» використовується як нова система управління та розгортання зброї (FüWES), яка також розширює загальні можливості системи; Крім того, буде замінена система управління вогнем. Після того, як у грудні 2006 року фрегат F 216 Schleswig-Holstein був оснащений чотирма пусковими установками хибних цілей (TKWA) типу MASS від Rheinmetall, інші три фрегати типу F123 також отримали цю систему до 2009 року.
Однак, зміни оминули головну двокоординатну оглядово-пошукову РЛС LW 08 та трикоординатну РЛС меншого радіусу дії SMART-S.
У період 2009—2011 рр. всі фрегати були оснащені новим спусковим пристроєм для швидкохідних катерів, а також одночасно були оснащені новими швидкохідними катерами від Boomeranger. Як тест, фрегат Баварія буде оснащений системою морської евакуації від Viking Life Sea Systems у 2011 році. Після успішних випробувань всі фрегати типу F123 будуть оснащені цією системою.
В липні 2021 року шведське підприємство Saab виграло контракт на модернізацію кораблів цього проєкту. Зокрема, на заміну двокоординатній оглядовій РЛС LW 08 має бути встановлена сучасна РЛС Sea Giraffe 4A, на заміну SMART-S — Sea Giraffe 1X та нова РЛС наведення CEROS 200 Fire Control Radar а також система управління боєм 9LV та нову систему ідентифікації «свій-чужий».
Як стало відомо, в рамках модернізації, з метою заощадження коштів, бортова інформаційна система збирання даних (англ. Data Acquistion, DAQ) не підлягатиме повній заміні. Натомість, окремі модулі — такі, як дисководи гнучких 8" дисків, будуть замінені на сучасні емулятори.

## Огляд
У 1957 році тогочасні країни-члени НАТО провели військові навчання під назвою операція «Страйкбек» (англ. Strikeback; відворотний удар) в яких відпрацювали можливий конфлікт з країнами Варшавського договору у Північній Атлантиці, ГІСК-проході і в Норвезькому морі.
Операція «Страйкбек» на той час була найбільшою військово-морською операцією мирного часу з 200 військовими кораблями, 650 літаками та 75 000 особового складу та зібрала найбільший флот з часів Другої світової війни. Паралельно з навчаннями на морі, на суходолі на фронті від Норвегії до Туреччини були розгорнуті сили чисельністю в 250 000 осіб, 300 кораблів і 1500 літаків, аби імітувати війну проти Радянського Союзу. Для моделювання конвоїв REFORGER у навчаннях було задіяно понад 200 торговельних суден, у тому числі лайнери Queen Mary та Ile de France, обидва з яких були позначені як кораблі-мішені. Після блискучого «морського бою», в якому на боці «ворога» також брали участь два атомних підводні човни Seawolf і Nautilus, і 8000 морських піхотинців, які були висаджені в Дарданеллах після імітації розгортання тактичної ядерної зброї, щоб їх відбити (операція Deep Water). Також НАТО із допомогою тактичної ядерної зброї змогло "знешкодити" супротивника на окупованих ним норвезьких військових базах і в такий спосіб виграти «війну».
Країни Варшавського договору «відповіли» в 1970 році навчаннями «Океан», які, своєю чергою, стали найбільшими військово-морськими навчаннями у світі з часів Другої світової війни. Понад 200 кораблів і кілька сотень літаків імітували війну проти НАТО в Балтійському, Баренцевому, Атлантичному, Середземному, Норвезькому морях, в Тихоокеанському регіоні навчання проходили у Філіппінському і Японському морях. Бомбардувальники імітували удари по радянських оперативних групах в Атлантиці та Тихому океані, які представляли бойові авіаносні групи США. У 1981 році спільно з Сирією відпрацьовували десантну війну з висадкою десанту. У 1983 році під час великих військово-морських навчань, окрім звичайних атак на «бойові авіаносні групи США», також відпрацьовувалися бої з конвоями з 40 радянськими торговими суднами.

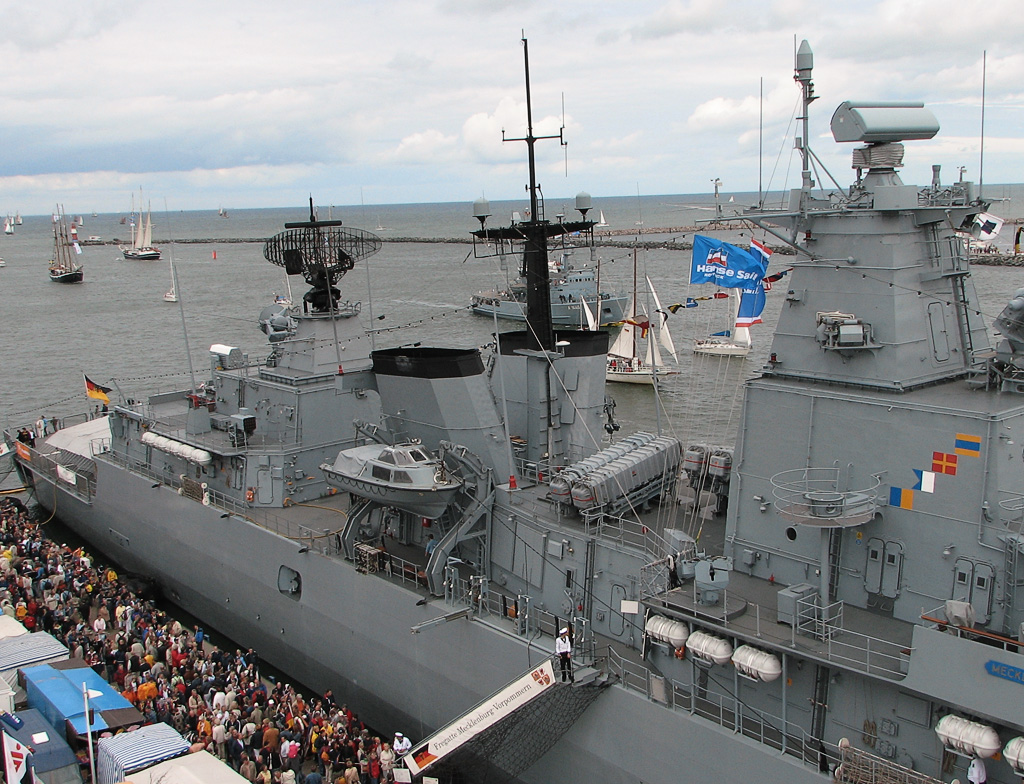
Мекленбург-Передня Померанія

Фрегати типу «Бранденбург» були розроблені для супроводу конвоїв REFORGER через Атлантику разом із військово-морськими силами країн-членів НАТО. Радянський флот спробував би потопити ці конвої за допомогою ударів з Ту-22М та підводних човнів. Отже, наголос був зроблений на комбінованій протиповітряній та протичовновій обороні, причому основним призначенням фрегатів типу «Бранденбург» було полювання на підводні човни. Від початку експлуатації наступні етапи модернізації, які вважалися можливими чи необхідними, були реалізовані лише певною мірою або не були реалізовані зовсім:
- Боротьбу з підводними човни можна покращити встановленням буксируваного гідролокатора для пасивного прослуховування в діапазоні низьких частот або для формування бістатичного масиву з підводними човнами типу 212A в діапазоні середніх частот для покращення їх ситуаційної обізнаності. Система вертикального запуску Mk. 41 також може комплектуватися протичовновими ракетами, такими як RUM-139 VL-ASROC.
- Суттєво покращити протиповітряну оборону з'єднання можна за рахунок модернізації та розширення системи вертикального запуску з 16 до 32 комірок. Mk.41 Mod 4 також сумісна з ракетами Standard Missile 2 і ESSM. Зрештою Бундесвер лише вирішив замінити NSSM на сучасніший ESSM з 2014 року, щоб зарезервувати NSSM для фрегатів типу "Бремен"[1].
- Протикорабельні ракети Exocet MM38 з 2015 року зніматимуть з експлуатації. У майбутньому на заміну ним фрегати типу 123 будуть озброєні протикорабельними ракетами RGM-84 Harpoon LFK[1].

Фрегати типу «Sachsen» призначені для виконання схожого набору завдань, але увага тут більше приділена протиповітряній обороні. Надалі фрегати були озброєні керованими ракетами великої дальності SM-2 і новітньою радіолокаційною технікою. Буксирований гідролокатор TASS-6-3 також може бути встановлений на кораблі типу Sachsen.

## Кораблі проєкту
Загалом було побудовано чотири одиниці за 2,42 мільярда німецьких марок. Таким чином, ціна за один корабель становить 605 мільйонів німецьких марок або 303 мільйони євро.
| Номер вимпеля | Назва                        | Позивний | Корабельня                            | Закладено         | Запуск         | Передано          | Порт приписки   |
| ------------- | ---------------------------- | -------- | ------------------------------------- | ----------------- | -------------- | ----------------- | --------------- |
| F 215         | Бранденбург                  | DRAH     | Blohm + Voss AG, Гамбург              | 11 лютого 1992    | 28 серпня 1992 | 14 жовтня 1994    | Вільгельмсгафен |
| F 216         | Шлезвіг-Гольштейн            | DRAI     | Howaldtswerke-Deutsche Werft AG, Кіль | 1 липня 1993      | 8 червня 1994  | 24 листопада 1995 | Вільгельмсгафен |
| F 217         | Баварія                      | DRAJ     | Thyssen Nordseewerke GmbH, Емден      | 16 грудня 1993    | 30 червня 1994 | 15 червня 1996    | Вільгельмсгафен |
| F 218         | Мекленбург-Передня Померанія | DRAK     | Bremer Vulkan, Бремен                 | 23 листопада 1993 | 23 лютого 1995 | 6 грудня 1996     | Вільгельмсгафен |